# 袁茂英
袁茂英（1563年—1633年），字君學，號文海，浙江宁波府慈溪縣（今属余姚市）人，明朝诗人、官员。袁枚六世祖。

## 生平
袁茂英生于慈溪县。出生官宦世家，曾祖袁载官至副使。万历十三年（1585年），袁茂英中式乙酉科浙江乡试第八名举人，萬曆十四年（1586年）聯捷丙戌科会试一百六十六名，廷试三甲一百六十二名进士，房師馮琦，观政礼部。本年十二月授行人，二十年擢刑部贵州司主事，二十二年五月与兵部主事江中信主考四川乡试，升任礼部仪制司员外郎，二十四年升郎中，二十六年升山東副使。万历二十七年（1599年）九月调任广东提学副使，二十九年五月升本省右参政、海北南守道。三十二年考察調簡，三十五年三月调任四川右参政，三十八年四月復除湖广右参政兼佥事，四十年十一月升云南按察使，四十三年七月升云南右布政使。四十四年考察闲住。

## 代表著作
- 《竹江诗集》[8]

## 家族
曾祖父袁載，嘉靖二年（1523年）进士，官至山东按察副使；祖父袁鐶；父親袁宗泗。母桂氏；繼母羅氏。严侍下。兄茂功、茂育。弟茂益、茂名、茂科、茂俊。
子袁弘勋，万历四十七年（1619年）登进士，官至大理寺少卿。六世孙袁枚，清乾隆四年（1739年）中進士，著名文学家。